# Kurt Hedman
Kurt Inge Hedman, född 11 maj 1944, politiker (kristdemokrat). Var statssekreterare på Civildepartementet åren 1991-1994 under Regeringen Carl Bildt. Han är ledamot i kommunfullmäktige i Linköping och är sedan 2006 ordförande för Kristdemokrater i Svenska kyrkan.